# Ermonela Jaho

Ermonela Jaho (2017)

Ermonela Jaho (geboren 1974) ist eine albanische Opernsängerin (Sopran).

## Leben
Ermonela Jahos Eltern zogen nach Tirana, als sie zwei Jahre alt war. Mit siebzehn Jahren begann sie dort ein Studium am Konservatorium. 1993 wurde sie von Katia Ricciarelli  nach Mantua eingeladen und blieb in Italien. Sie besuchte die Accademia Nazionale di Santa Cecilia in Rom. Ihr erstes bedeutendes Engagement war die Mimi in La Bohème am Teatro Comunale di Bologna. Sie zog 2000 nach Bologna. Seit 2003 arbeitet sie sowohl in den USA, wo sie mit Ervin Stafa verheiratet ist und in Long Island lebt, als auch in Italien.
Ermonela Jaho hat Engagements an den großen Opernhäusern Europas und Amerikas und singt die italienische und französische Opernliteratur.

## Opernrollen und Engagements (Auswahl)
| Rolle                           | Spielstätte |
| ------------------------------- | --- |
| Antonia (Hoffmanns Erzählungen) | - Opéra National de Paris (Nov. 2016) - De Nationale Opera, Amsterdam (Juni 2018) |
| Anna Bolena (Anna Bolena)       | Sydney Opera House (Juli 2019) |
| Desdemona (Otello)              | - Teatre del Liceu, Barcelona (Feb. 2016) - Teatro Real de Madrid (Sep. 2016) |
| Cio-Cio-San (Madama Butterfly)  | - Royal Opera House, London (März 2017) - Washington National Opera (Mai 2017) - Teatro Real de Madrid (Juni 2017) - Metropolitan Opera, New York (Feb. 2019) - Bayerische Staatsoper, München (Apr. 2019) |
| Manon (Manon (Massenet))        | Teatro alla Scala, Mailand (Juni 2012) |
| Manon (Manon Lescaut (Puccini)) | Bayerische Staatsoper München (Apr. 2016) |
| Suor Angelica (Il trittico)     | Bayerische Staatsoper, München (ab Dez. 2017) |
| Magda (La rondine)              | Opernhaus Zürich (ab Sep. 2023) |
| Valentine (Les Huguenots)       | Opéra National de Paris (Sep. 2018) |
| Violetta Valéry (La traviata)   | - Bayerische Staatsoper München (ab Juni 2007) - Sydney Opera House (Feb. 2017) - Opéra National de Paris (Sep. 2018) - Royal Opera House, London (Jan. 2019)                                              |

## Auszeichnungen
- 2016: International Opera Awards, Reader’s Award der Zeitschrift Opera
- 2024: Beste Sängerin bei den Oper!-Awards[19]

## Diskografie
- Giuseppe Verdi: La Traviata mit Ermonela Jaho als Violetta Valéry, Arena di Verona unter Julian Kovatchev. DVD/Blu-ray Disk, Arthaus Musik (2011)
- Giacomo Puccini: Suor Angelica mit Ermonela Jaho als Suor Angelica, Royal Opera House Covent Garden unter Antonio Pappano, DVD/Blu-ray Disk, Opus Arte (2011)
- Ruggero Leoncavallo: Zaza mit Ermonela Jaho in der Titelrolle, BBC Symphony Orchestra unter Maurizio Benini. CD, Opera Rara (2015)
- Giacomo Puccini: Madama Butterfly mit Ermonela Jaho als Cio-Cio-San, Royal Opera House Covent Garden unter Antonio Pappano. DVD/Blu-ray Disk, Opus Arte (2017)
- Giacomo Puccini: Le Villi (Originalversion von 1884) mit Ermonela Jaho als Anna. London Philharmonic Orchestra unter Mark Elder. CD, Opera Rara (2018)